# Kanton Coursan
Der Kanton Coursan war bis 2015 ein französischer Wahlkreis im Département Aude in der Region Languedoc-Roussillon. Er umfasste sieben Gemeinden im Arrondissement Narbonne; sein Hauptort (frz.: chef-lieu) war Coursan. Bei den landesweiten Änderungen in der Zusammensetzung der Kantone im März 2015 wurden sechs seiner sieben Mitgliedsgemeinden dem neuen Kanton Les Basses Plaines de l’Aude zugeordnet.
Der Kanton war 180,69 km2 groß und hatte zuletzt 25.627 Einwohner (Stand 2012).

## Gemeinden
| Gemeinde      | Einwohner (Stand: 2022) | Code postal | Code Insee |
| ------------- | ----------------------- | ----------- | ---------- |
| Armissan      | 1474                    | 11110       | 11014      |
| Coursan       | 5762                    | 11110       | 11106      |
| Cuxac-d’Aude  | 4070                    | 11590       | 11116      |
| Fleury        | 4071                    | 11560       | 11145      |
| Gruissan      | 5068                    | 11430       | 11170      |
| Salles-d’Aude | 3280                    | 11110       | 11370      |
| Vinassan      | 2665                    | 11110       | 11441      |

## Bevölkerungsentwicklung
| 1962   | 1968   | 1975   | 1982   | 1990   | 1999   | 2006   | 2012   |
| ------ | ------ | ------ | ------ | ------ | ------ | ------ | ------ |
| 11.174 | 11.834 | 11.930 | 14.081 | 17.958 | 20.238 | 23.789 | 25.627 |